# Latdorf
Latdorf este o comună din landul Saxonia-Anhalt, Germania.